# Művészi Zene Kör
A Művészi Zene Kör (MZK) egy debreceni civilszervezet, melynek célja a zenei tehetséggondozás, a művészi értékkel rendelkező zene (jellemzően a klasszikus-, a dzsessz- és a népzene) népszerűsítése és az egyetemes, valamint a magyar zenei nevelés és magaskultúra fejlesztése.
A szervezet vezetői mindannyian rendelkeznek előadó- és alkotóművész-tanár, karmester, szakvizsgázott pedagógus és közoktatási vezető szakos egyetemi végzettségekkel, akik az alapfoktól a professzionális szintig követik a tehetségek fejlődését.

## Szakmai tevékenysége
A szervezet tagjai 2004 óta folytatnak intézményi, csoportos és személyes tehetségmenedzselő tevékenységet állami, önkormányzati, egyházi és alapítványi fenntartású intézményekben. Tehetségmenedzselési programjuk kiterjed a kulturálisan ingerszegény környezetben nevelkedő tanulók aktív feladatvállalásra való motiválására és az ingerekben gazdag környezetben nevelkedők inspirálására is.
2015 óta a Kocka Körrel együttműködve, a köznevelési intézmények oktató-nevelő munkáját támogatva nonprofit szervezet keretein belül folytatják a zenei tehetséggondozást és mentorálást. A művészeti nevelés szerepe az infokommunikációs kor digitális társadalmában új feltételekkel és elvárásokkal gazdagodott, melyek széles körű tudatosítása a Művészi Zene Kör kiemelt küldetése.
Koncertpedagógiai előadásaik során a művészi zene segítségével a tanulókat a tanulás tanulására, a tanárokat a korszerű tehetséggondozási módszerek és az IKT eszközök használatára képzik. A tehetségmenedzselési program mellett gyakornoki programot is biztosítanak pályakezdő előadóművészeknek, hogy a tapasztalatszerzés mellett korszerű tudást szerezhessenek.
A korszerű zenetanulási lehetőségek széleskörű elérhetősége érdekében 2017-től az Alternatív Lehetőségek Művészeti Akadémia keretein belül is folytatják a tehetségmenedzselést, ahol a résztvevők - a Domokos Módszer Keretrendszer a köznevelésben és az alternatív művészetoktatásban alkalmazható digitális zenei edukációs lehetőségek című - egyedi zenepedagógiai módszer segítségével digitális, közösségi zenetanulási lehetőségek segítségével juthatnak korszerű hangszeres és énekes képzéshez.

## Eredményei
Az egyesület 2015-től részesül előadó- és alkotóművészi támogatásban, amelynek eredményeképpen a közelmúltban már több ezer tanuló és pedagógus számára nyújtottak interaktív koncertpedagógiai előadásokkal egybekötött, ingyenes tehetséggondozói szakértői segítséget.

## Rendezvényei

### Koncertek
A vezetők 2008 óta szerveznek koncerteket[forrás?] közönségnevelés, közművelés és szórakoztatás céllal, ahol minden közönségréteg megismerkedhet a klasszikus komoly-, nép- és dzsesszzenei remekművekkel.

### Ősbemutató előadások
A legújabb kortárs művek első nyilvános előadásai során a közönség napjaink meghatározó művészi zenei irányzatait és szerzőit ismerheti meg.[forrás?]

### Interaktív koncertpedagógiai előadások
Ismeretterjesztő és ismeretelmélyítő előadásokkal segítik a tanulók és a tanárok szakmai fejlődését, a művészi zene felhasználási lehetőségeit széles körben megismertetve.[forrás?]

### Jazzkarácsony-Nagykarácsony jótékonysági est
2009 óta karitatív céllal, a rászoruló családok javára megrendezett est teljes bevétele mellett adományokat is gyűjtenek, amellyel társadalmi felelősségvállalásra ösztönzik a közönséget és a művésztársakat. Az est állandó programjában tematikus koncertek, fiatal tehetségek bemutatkozó produkciói, festmény- és hangszerkiállítás, valamint elegáns vacsora is szerepelnek.

### Vizek-Ízek-Zenék terápiafesztivál
Az először 2016-ban megrendezésre kerülő Vizek-Ízek-Zenék terápiafesztivál kiemelt célja a korszerű élet- és egészségfejlesztési ismeretek megosztása, a gyógyvizek, a gyógyító ételek és a terápia értékű zenék megismertetése. A terápiafesztivál programjában helyi előadóművészek, zenekarok koncertjei, ősbemutatók, iskolai tematikus előadások, gyermek és felnőtt foglalkozások, interaktív vetélkedők, közönségzenélés, kiállítások, kóstolók és rajzpályázati díjátadó egyaránt szerepelnek. Az esemény további célja a terápiás adatbázis létrehozása és fejlesztése. A rendezvény házigazdája és helyszíne a debreceni Kistemplom.